# Marcia Gay Harden
Pour les articles homonymes, voir Gay et Harden.
Marcia Gay Harden est une actrice américaine, née le 14 août 1959 à La Jolla (Californie).
Elle est principalement connue pour ses rôles au cinéma dans Miller's Crossing, Flubber, Pollock, pour lequel elle obtient l'Oscar de la meilleure actrice dans un second rôle, Space Cowboys, Mystic River et plus récemment Into the Wild, Bliss et The Mist. Elle a aussi interprété le rôle de Grace Trevelyan Grey, la mère du milliardaire Christian Grey, dans le film Cinquante nuances de Grey et ses suites.
Pour la télévision, elle prête ses traits à Ava Gardner dans le téléfilm Sinatra et a participé à quatre épisodes de la série New York, unité spéciale.

## Biographie

### Enfance, jeunesse, famille et formation
Marcia Gay Harden naît en Californie. Elle est l'une des cinq enfants de Beverly (née Bushfield), femme au foyer, et Thad Harold Harden, officier de la marine américaine. Sa famille a souvent déménagé à cause du métier du père, vivant ainsi au Japon, en Allemagne, en Grèce, en Californie et dans le Maryland. Elle est diplômée de la Surrattsville High School, à Clinton (Maryland) en 1976, suivi d'un baccalauréat en arts en théâtre à l'université du Texas à Austin ; elle suit le Graduate Acting Program à la Tisch School of the Arts de l'université de New York et obtient un Master of Fine Arts.

### Vie privée
En 1996, Marcia Gay Harden épouse Thaddaeus Scheel, accessoiriste rencontré sur le tournage de The Spitfire Girl, avec qui elle a trois enfants : une fille, Eulala Grace Sheel, née en septembre 1998, et les jumeaux Julitta Dee Scheel et Hudson Scheel Harden, nés le 22 avril 2004. Elle demande le divorce en 2012.
Elle pratique l'ikebana, l'art japonais des bouquets floraux, que sa mère a appris pendant leur vie au Japon. Elle en a fait une présentation en 2007 au Martha Stewart Show où elle a montré quelques œuvres de sa famille.
En 2017, elle publie son autobiographie intitulée The Seasons of My Mother : A Memoir of Love, Family, and Flowers, où elle évoque notamment la maladie d'Alzheimer de sa mère.

### Carrière
En 1979, son premier rôle au cinéma est dans un film où elle interprète une étudiante à l'université du Texas. Tout au long des années 1980, Marcia Gay Harden apparaît dans plusieurs séries et émissions de télévision, dont Simon & Simon, Kojak et CBS Summer Playhouse. Elle figure dans The Imagemaker (1986), son premier rôle professionnel au cinéma, dans lequel elle joue une metteuse en scène, puis dans Miller's Crossing (1990) des frères Coen, un drame qui la révèle.
En 1992, elle joue le rôle de l'actrice Ava Gardner aux côtés de Philip Casnoff dans celui de Frank Sinatra dans le téléfilm Sinatra. Tout au long des années 1990, elle continue à apparaître au cinéma et à la télévision. Les rôles notables au cinéma incluent la comédie de science-fiction Disney Flubber (1997), un succès populaire dans lequel elle partage la vedette avec Robin Williams ; le drame fantastique Rencontre avec Joe Black (1998), où elle joue la fille d'un magnat (Anthony Hopkins) ; Labor of Love (1998), un téléfilm de la chaîne Lifetime dans lequel elle joue avec David Marshall Grant ; ou encore Space Cowboys (2000), un drame d'aventures spatiales sur des astronautes vieillissants réalisé par Clint Eastwood.
En 1993, elle fait ses débuts au théâtre à Broadway dans le rôle de Harper Pitt dans Les Anges de Tony Kushner en Amérique. Ce rôle lui vaut un succès critique et elle est nommée aux Tony Awards comme meilleure actrice principale dans une pièce.
En 2001, elle remporte l'Oscar de la meilleure actrice dans un second rôle pour son interprétation du peintre Lee Krasner dans Pollock. En 2003, elle est de nouveau nommée dans cette catégorie pour Mystic River.
Elle joue un agent infiltré du FBI, Dana Lewis, dans Raw, un épisode de la série criminelle Law & Order: Special Victims Unit. En 2007, ce rôle lui vaut sa première nomination aux Emmy Awards en tant que meilleure actrice invitée dans une série dramatique.
En 2007, elle apparaît dans plusieurs films, dont Into the Wild de Sean Penn et The Mist de Frank Darabont (avec Thomas Jane et Laurie Holden), basé sur un roman de Stephen King. Toujours en 2007, elle partage l'écran avec Kevin Bacon dans Rails and Trees, première réalisation d'Alison Eastwood. En 2008, elle apparaît dans Home de Mary Haverstick, où elle joue une femme qui a subi une mastectomie.
Elle est nommée aux Emmy Awards en 2009 pour son rôle dans The Courageous Heart d'Irena Sendler, un téléfilm mettant en vedette Anna Paquin.
En 2009, elle partage la vedette avec Ellen Page et Drew Barrymore dans Whip It, qui obtient un succès critique. Elle joue également dans la comédie Un plan d'enfer (2009) avec Christopher Walken et Morgan Freeman. La même année, elle retourne à Broadway dans Le Dieu du carnage de Yasmina Reza, avec James Gandolfini, Hope Davis et Jeff Daniels. Les trois acteurs sont nommés pour les Tony Awards et le 8 juin, elle remporte celui de la meilleure actrice.
En 2015, elle est choisie pour interpréter Grace Trevelyan Grey, la mère du milliardaire Christian Grey, dans le film Cinquante nuances de Grey, rôle qu'elle reprend dans les suites du film. La même année, elle endosse un des rôles principaux dans la série télévisée Code Black.

## Théâtre
- 1993-1994 : Angels in America de Tony Kushner
- 2009 : Le Dieu du carnage de Yasmina Reza

## Filmographie

### Cinéma
- 1979 : Not Only Strangers (court-métrage) d'Edward Dmytryk
- 1986 : L'Image Mortel (The Imagemaker) d'Hal Weiner : Stage Manager
- 1990 : Miller's Crossing de Joel Coen : Verna Bernbaum
- 1991 : Passeport pour le futur (Late for Dinner) de W. D. Richter : Joy Husband
- 1992 : Crush d'Alison McLean : Lane
- 1992 : 4 New-yorkaises (Used People) de Beeban Kidron : Norma
- 1993 : Gregory Beene 30 (court-métrage) de Tom Kalin
- 1994 : Loin des yeux, près du cœur (Safe passage) de Robert Allan Ackerman : Cynthia
- 1995 : En route vers Manhattan (The Daytrippers) de Greg Mottola : Libby
- 1996 : La Seconde Chance (The Spitfire Grill) de Lee David Zlotoff : Shelby Goddard
- 1996 : Agent zéro zéro (Spy Hard) de Rick Friedberg : Miss Cheevus
- 1996 : Le Club des ex (The First Wives Club) d'Hugh Wilson : Dr Leslie Rosen
- 1996 : Far Harbor de John Huddles : Arabella
- 1997 : Flubber de Les Mayfield : Dr Sarah Jean Renyolds
- 1998 : Rencontre avec Joe Black (Meet Joe Black) de Martin Brest : Allison Parrish
- 1998 : L'Enjeu (Desperate Measures) de Barbet Schroeder : Dr Samantha Hawkins
- 1999 : Curtain Call de Peter Yates : Michelle Tippet
- 2000 : Space Cowboys de Clint Eastwood : Sara Holland
- 2000 : Pollock d'Ed Harris : Lee Krasner
- 2001 : Gaudi Afternoon de Susan Seidelman : Frankie Stevens
- 2003 : Just Like Mona de Joe Pantoliano
- 2003 : Mystic River de Clint Eastwood : Celeste Doyle
- 2003 : Casa de los babys de John Sayles : Nan
- 2004 : Le Sourire de Mona Lisa (Mona Lisa Smile) de Mike Newell : Nancy Abbey
- 2004 : Bienvenue à Mooseport (Welcome to Mooseport) de Donald Petrie : Grace Sutherland
- 2004 : P.S. de Dylan Kidd : Missy Goldberg
- 2005 : Bad News Bears de Richard Linklater : Liz Whitehood
- 2005 : American Gun d'Aric Avelino : Janet Huttenson
- 2006 : American Dreamz de Paul Weitz : First Lady
- 2006 : Faussaire (The Hoax) de Lasse Hallstrom : Edith Irving
- 2006 : Canvas de Joseph Greco : Mary Marino
- 2006 : The Dead Girl de Karen Moncrieff : Melora
- 2007 : The Invisible de David S. Goyer : Diane Powell
- 2007 : Into the Wild de Sean Penn : Billie McCandless
- 2007 : Rails and Ties d'Alison Eastwood : Megan Stark
- 2007 : The Mist de Frank Darabont : Mme Carmody
- 2008 : Home : Inga
- 2009 : Bliss de Drew Barrymore : Brooke Cavendar
- 2009 : Un plan d'enfer (The Maiden Heist) de Peter Hewitt : Rose Barlow
- 2010 : Une vie de chat (A Cat in Paris) de Alain Gagnol et Jean-Loup Felicioli : Jeanne (voix)
- 2012 : Detachment de Tony Kaye : le proviseur Carol Dearden
- 2012 : Someday This Pain Will Be Useful to You de Roberto Faenza : Marjorie Dunfour
- 2012 : If I were you de Joan Carr-Wiggin : Madelyn
- 2013 : Parkland de Peter Landesman : Doris Nelson
- 2014 : Magic in the Moonlight de Woody Allen
- 2014 : Le Second Souffle de George C. Wolfe
- 2014 : Elsa et Fred de Michael Radford
- 2015 : After Words de Juan Feldman : Jane
- 2015 : Cinquante nuances de Grey (Fifty Shades of Grey) de Sam Taylor-Wood : Grace Trevelyan Grey
- 2015 : Grandma : Judy
- 2017 : Cinquante nuances plus sombres de James Foley : Grace Trevelyan Grey
- 2018 : Cinquante nuances plus claires de James Foley : Grace Trevelyan Grey
- 2020 : Pink Skies Ahead : Pamela
- 2021 : Moxie de Amy Poehler : la principale du lycée
- 2022 : Avoue, Fletch (Confess, Fletch) de Greg Mottola : la Comtesse
- 2023 : Knox (Knox Goes Away)  de Michael Keaton : Ruby Knox

### Télévision

#### Téléfilms
- 1990 : Kojak : None So Blind d'Alan Metzger : Angelina
- 1991 : In Broad Daylight de James Steven Sadwith : Adina Rowan
- 1992 : Sinatra de James Steven Sadwith : Ava Gardner
- 1995 : Talking with de Kathy Bates
- 1995 : Convict Cowboy de Rod Holcomb : Maggie
- 1997 : Path to Paradise : The Untold Story of the World Trade Center Bombing de Leslie Libman et Larry Williams : Nancy Floyd
- 1998 : Labor of Love de Karen Arthur : Annie Pines
- 1999 : Spenser : Small Vices de Robert Markowitz : Susan Silverman
- 2000 : See You in My Dreams de Graeme Clifford : Angela Brown
- 2000 : From Where I Sit de Michael Lembeck : Sharon
- 2001 : Thin Air de Robert Mandel : Susan Silverman
- 2002 : In the Echo d'Allison Anders
- 2002 : Guilty Hearts de Marcus Cole : Jenny Moran
- 2002 : King of Texas d'Uli Edel : Mme Susannah Lear Tumlinson
- 2004 : À la dérive (She Too Young) de Tom McLoughlin : Trish Vogul
- 2005 : Hate : le chef Jackie Mantello
- 2005 : Felicity : Une jeune fille indépendante de Nadia Tass : Mme Martha Merriman
- 2006 : In from the Night de Peter Levin : Vicki Miller
- 2008 : Sexe et mensonges à Las Vegas (Sex and Lies in Sin City) de Peter Medak : Becky Binion
- 2011 : Les Deux Visages d'Amanda  de Robert Dornhelm : Edda Mellas
- 2011 : Innocent de Mike Robe : Barbara Sabich
- 2019 : Point Blank (Netflix) : Regina Lewis[7]

#### Séries télévisées
- 1987 : CBS Summer Playhouse : Kim (#1 épisode)
- 1988 : Simon et Simon : Joan (#1 épisode)
- 1989 : Gideon Oliver : Lila (#1 épisode)
- 1995 : Fallen Angels : Marie (#1 épisode)
- 1995 : La Vie à tout prix (Chicago Hope) : Barbara Tomlinson (#1 épisode)
- 1996 : Homicide : Joan Garbarek (#1 épisode)
- 2001 : The Education of Max Bickford (en) : Andrea Haskell (inconnu episodes)
- 2005 : New York, unité spéciale : Star Morrison /Dana Lewis (saison 7, épisode 6 ; saison 8, épisode 1)
- 2006 : Drift (TV) : Cheryl (#1 épisode)
- 2009 : Damages de Todd A. Kessler : Claire Maddox
- 2010 : Royal Pains : Dr. Elisabeth Blair (5 épisodes)
- 2010 : New York, unité spéciale : Dana Lewis (Saison 12, épisode 8)
- 2013 : The Newsroom : Rebecca Halliday (#6 épisodes)
- 2013 : Trophy Wife : Dr Diane Buckley
- 2013 : New York, unité spéciale : Dana Lewis (saison 14, épisode 14)
- 2015 : How to Get Away with Murder : Hannah Keating (Saison 1)
- 2015 - 2018 : Code Black : Dr Leanne Rorish (47 épisodes)
- 2019 : The Morning Show : Maggie Brener (6 épisodes)
- 2022 : Uncoupled : Claire Lewis

## Distinctions

### Récompenses
- 2001 : Oscar de la meilleure actrice dans un second rôle pour Pollock (2000).
- Saturn Awards 2008 : Meilleure actrice dans un second rôle pour The Mist (2007).

### Nominations
- 2004 : Oscar de la meilleure actrice dans un second rôle pour Mystic River(2003).
- Tony Awards 2009 : Meilleure actrice dans une pièce pour Le Dieu du carnage (2008);.

## Voix francophones
En France, Véronique Augereau est la voix régulière de Marcia Gay Harden. Maïté Monceau, Anne Deleuze et Nathalie Spitzer l'ont doublée chacune à quatre reprises et Déborah Perret à trois occasions.
Au Québec, elle est principalement doublée par Élise Bertrand.

### Note
1. ↑  Le 22 mai 2010, elle prononcera la 127e allocution de départ du printemps dans son ancienne université.